# Saint-Michel-sur-Rhône
Saint-Michel-sur-Rhône – miejscowość i gmina we Francji, w regionie Owernia-Rodan-Alpy, w departamencie Loara.
Według danych na rok 1990 gminę zamieszkiwały 613 osoby, a gęstość zaludnienia wynosiła 104 osób/km² (wśród 2880 gmin regionu Rodan-Alpy Saint-Michel-sur-Rhône plasuje się na 1054. miejscu pod względem liczby ludności, natomiast pod względem powierzchni na miejscu 1445.).